# Konstantinopels ekumeniska patriarkat
Konstantinopels ekumeniska patriarkat (grekiska: Οἰκουμενικὸν Πατριαρχεῖον Κωνσταντινουπόλεως/Oikoumenikón Patriarkhíon Konstantinoupóleos) är ett östortodoxt kristet trossamfund under ledning av Patriarken av Konstantinopel. 
Dess officiella språk är grekiska, och den kan därför, tillsammans med ett antal andra kyrkor (men till skillnad från slaviskspråkiga östortodoxa kyrkor) kallas för grekisk-ortodox, men kyrkan skall inte förväxlas med den självständiga Greklands kyrka. 
Tre av breven i Nya Testamentet, Första Thessalonikerbrevet, Andra Thessalonikerbrevet och Filipperbrevet, är författade till alltjämt överlevande lokalkyrkor som numera tillhör Konstantinopels ekumeniska patriarkat. Under den kristna tideräkningens första tre århundraden övergick en viss andel av den mindreasiatiska småstaden Byzantions befolkning till kristendomen, men de närmare omständigheterna är inte kända. Källor från 300-talet hävdar att aposteln Andreas skulle ha missionerat vid Svarta havets kust (Eusebios av Caesarea) eller i Grekland generellt (Gregorios av Nazianzos och Hieronymus), och under 300- och 400-talets lopp kom Andreas att utpekas som Byzantions kyrkogrundare. I själva verket är dock Byzantions tidiga kyrkohistoria i stort sett okänd, och den äldste med säkerhet kände biskopen i staden är Metrophanes som innehade posten 306-314.

## Historia
När Konstantin den store upphöjde Byzantion till Östroms och hela Romarrikets nya huvudstad, och bytte dess namn till Konstantinopel år 330, styckades ett geografiskt område i Anatolien av från den äldre kyrkojurisdiktionen Antiokia-patriarkatet, och Konciliet i Chalkedon bekräftade år 451 biskopens av Konstantinopel rätt till titeln patriark (i likhet med de tre gamla kyrkojurisdiktionerna Rom, Alexandria och Antiokia, och i likhet med det från Antiokias kyrka nyligen avstyckade Jerusalem-patriarkatet. Dessa fem jämbördiga kyrkor brukar kallas för pentarkin.
Gregorios av Nazianzos innehade posten som patriark av Konstantinopel endast 379-381, men presiderade under Första konciliet i Konstantinopels inledande session. Trots att han p.g.a. en formsak tvingades lämna sin post som patriark av Konstantinopel (och konciliets ordförandepost), och återvända till sin tidigare biskopsstol i Nazianzos, antog första konciliet i Konstantinopel den teologi om Sonen och den Helige Ande som Gregorios hade framlagt i sina fem berömda teologiska tal. Under Johannes Chrysostomos tid som patriark av Konstantinopel (398-404) påverkades stadens gudstjänstliv av de bruk som Johannes hade med sig från Antiokia, och även om han inte är författare till alla de liturgiska bönetexter som idag utgör Chrysostomosliturgin, den östortodoxa kyrkogemenskapens numera vanligaste form för Eukaristin, lade han grunden för dess utveckling. Nestorius (eller, riktigare, Nestorios), som var patriark 428-431 orsakade lärokonflikter, genom att kritisera den i Egypten vanligt förekommande mariatiteln Gudsföderska, men Konciliet i Efesus (eller, riktigare, Efesos) år 431 avvisade Nestorius teologi och avsatte honom.

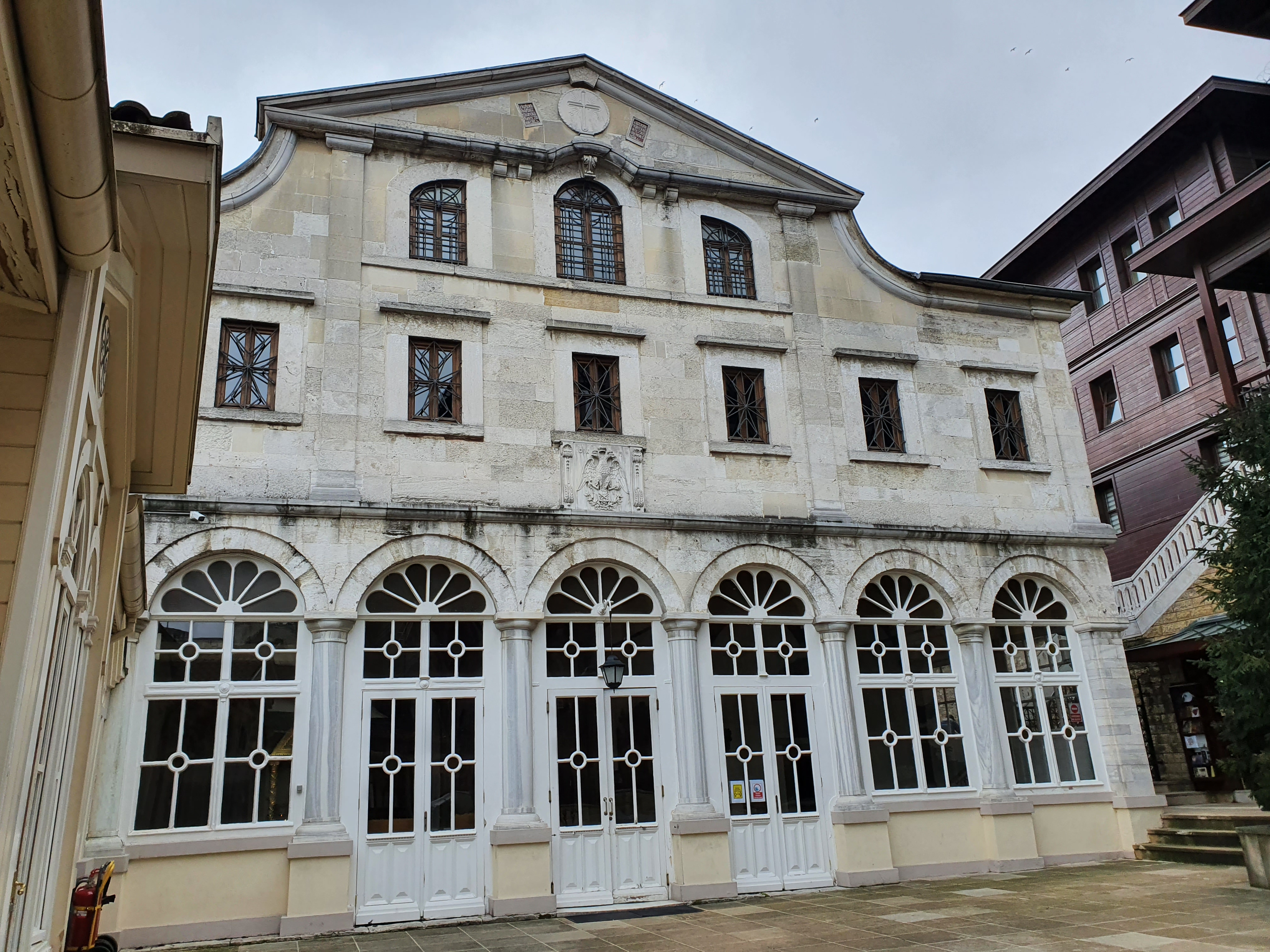
Sankt Georgios kyrka i Istanbul, Turkiet.

Under senantiken ökade Konstantinopels ekumeniska patriarkats geografiska omfattning. Konciliet i Chalkedon år 451 fattade beslutet att nymissionerade geografiska områden utanför Romarriket kyrkligt skulle falla under Konstantinopels ekumeniska patriarkat, och vissa delar av Grekland överflyttades från Rom-patriarkatet till Konstantinopels ekumeniska patriarkat. Konciliets huvudproblem var emellertid hur man skulle ställa sig till Eutykes lära om Jesu gudomlighet och mänsklighet. Som en följd av Chalkedonkonciliets beslut, splittrades Antiokia-patriarkatet i Antiokias kyrka och Syrisk-ortodoxa kyrkan år 518, och Alexandria-patriarkatet splittrades i Alexandrias kyrka och den Koptisk-ortodoxa kyrkan år 536. Sergios I (patriark 610-638) försökte återställa kyrkogemenskapen mellan de östortodoxa kyrkorna och orientaliskt ortodoxa kyrkorna med en kompromisslinje, Monoteletism, men denna lära avvisades några decennier efter Sergios' död, vid Tredje konciliet i Konstantinopel.
Från och med 730-talet överflyttades återstoden av Grekland och övriga Balkanhalvön från Rom-patriarkatets jurisdiktion till Konstantinopels ekumeniska patriarkat.

### Schismen med romersk-katolska kyrkan
Den Romersk-katolska kyrkan bröt år 1054 kyrkogemenskapen med Konstantinopels ekumeniska patriarkat. Inledningsvis förväntade sig östkyrkorna inte att splittringen skulle pågå under längre tid, men när det visade sig att schismen skulle bli långvarig bröt Alexandrias kyrka, Antiokias kyrka och Ortodoxa Jerusalem-patriarkatet med den Romersk-katolska kyrkan.
Konstatinopels ekumeniska patriarkats ställning som statskyrka i Östromerska riket upphävdes under det fjärde korståget, då den franska kejsardynastin gjorde Romersk-katolska kyrkan till statskyrka, men sedan det bysantinska kejsarhovet återvänt från sin landsflykt återställdes Ekumeniska patriarkatets ursprungliga ställning. Under decennierna efter denna restauration påverkades gudstjänstlivet kraftigt av klostrens bruk, eftersom munkarna – till skillnad från domkyrkoprästerskapet – motsatt sig den franska ockupationen. Vid samma tid övergick Alexandrias kyrka och Antiokias kyrka från sina gamla gudstjänstformer till den bysantinska ritus som hade utvecklats i Östroms huvudstad.

### Osmanska riket
Konstantinopel erövrades 1453 av de turkiska arméerna, och de sista resterna av Östromerska riket upphörde att existera. Den osmanske kalifen lät dock patriarken av Konstantinopel bli politisk ledare för de kristna som organisatorisk grupp.
Efter Grekland självständighet 1830 blev Greklands kyrka ett självständigt trossamfund 1833, men Ekumeniska patriarkatet behåller de stift som ligger i den grekiska övärlden (inklusive Kreta) och i östra Grekland. 

## Sverige
Grekisk-ortodoxa församlingar utanför Greklands gränser sorterar också under Konstantinopels ekumeniska patriarkat, så exempelvis kyrkans verksamhet i Sverige, Ortodoxa metropolitdömet Sverige och Skandinavien. (Metropolit Cleopas Strongylis).